# Probuzení (film, 1957)
Probuzení (mongolsky Сэрэлт Serelt) je mongolský film z roku 1957 režiséra Sangidžavyna Gendena. Scénář filmu napsali Čojdžilyn Čimid a Lamdžavyn Vangan a vypráví příběh o pronikání moderní lékařské vědy do Mongolska, které ještě na konci 20. let 20. století pod silným vlivem pověrečného léčitelství (šamanského a buddhistického), film je pojat jako vzpomínka současného lékaře 50. let, který vzpomíná na příhodu 20. let, kterou zaznamenal jako chlapec a přivedla ho k lékařství.
Lékař Purevdžav vzpomíná v moderně zařízené nemocnici, jak před lety sloužil jako chlapec u vesnického lámy (Dz. Cendénchüü), v té době do vesnice přijela mladá sovětská lékařka (Dordžpalam) praktikující evropskou medicínu. Hlavní postavou filmu pak byla pomocnice lékařky a chlapcova sestra Bumá (Tüdevín Cevéndžav). Sovětská lékařka se zprvu netěší velké důvěře, změna nastala, když Bumá onemocní.
V celém vyznění zůstává velmi silná proti náboženská linka (vesnický láma je vykreslen jako záporná postava, jak jako zástupce starého řádu, tak lidsky pochybný). Film však má v mongolské kinematografii úlohu průkopnickou, jako jeden z nejvýraznějších filmů již zcela vyprodukovaný Mongoly vzdělanými v Sovětském svazu – teprve od roku 1956 začaly vznikat dlouhé hrané filmy bez sovětského filmaře ve štábu. Je též počítán k deseti nejkrásnějším mongolským filmům.
Filmu se již ve své době dostalo jistého rozeznání zahraničního, v roce 1958 dostal dostal cenu ředitele organizačního výboru MFF
v Karlových Varech.